# Medaglia di Isotta degli Atti velata e il libro

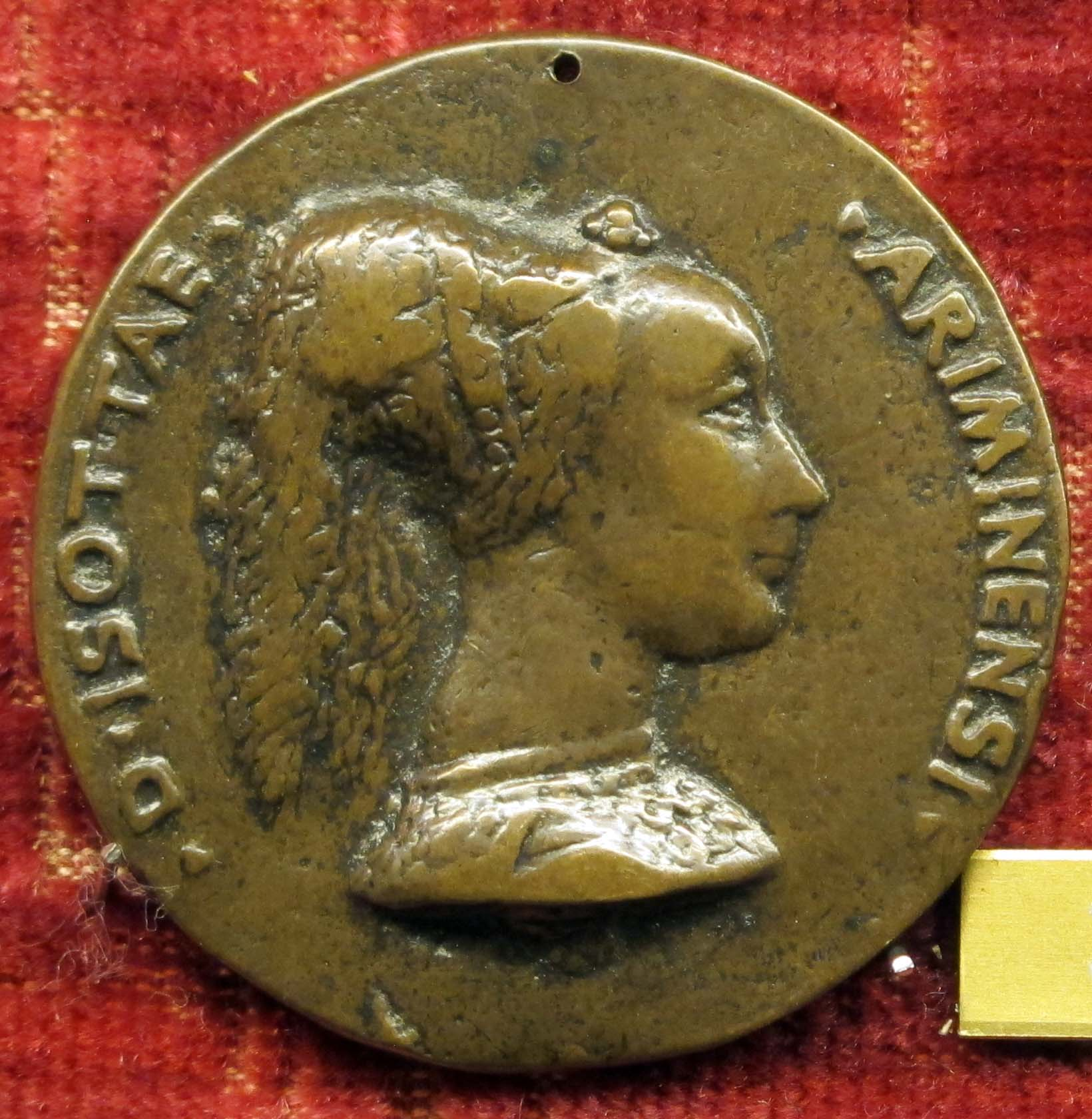
La versione senza velo

La medaglia di Isotta degli Atti velata e il libro fu realizzata in bronzo fuso da Matteo de' Pasti nel 1446 e misura 4,2 cm di diametro.

## Storia
Al 1446 Matteo de' Pasti datò diverse medaglie per Isotta degli Atti, diventata in quell'anno la favorita di Sigismondo Pandolfo Malatesta, Signore di Rimini. I ritratti della nobildonna sono divisibili in due tipi: uno col capo velato e uno senza velo; il verso è di tre tipi principale, con l'elefante Malatesta (la medaglia più grande e più importante della serie), con un libro (due versioni) e, appunto con l'angelo. Spesso recto e verso si mischiamo a formare ulteriori combinazioni, con variazioni anche legate alle iscrizioni.
Della serie del libro esistono infatti due versioni, con il ritratto velato e senza.
Non è chiaro l'ordine della serie, né perché il medaglista approntasse così tante varianti (come accade anche nelle serie di Sigismondo Pandolfo Malatesta), a differenza ad esempio del suo maestro Pisanello. Sicuramente Pisanello lavorò per diversi committenti e diverse corti, mentre Matteo de' Pasti fu artista residente per il signore di Rimini, quindi con maggior tempo a disposizione per accontentare modifiche e aggiustamenti.

## Descrizione
Questa medaglia è una versione piccola della più celebre medaglia di Isotta degli Atti velata e l'elefante (di diametro doppio, 8,4 cm). Il ritratto sul recto è identico, con l'acconciatura retta da sostegni che fanno ricadere i capelli in due code lontane dal collo, nascosta ma perfettamente intelligibile oltre la sottile stoffa; la fronte è resa altissima dalla rasatura, secondo la moda del tempo. Vi si legge lungo il bordo: D[iva • ISOTTAE • ARIMINEN • M •CCCCXLVI •
Il rovescio presenta un libro chiuso, finemente rilegato, e la scritta ELEGIAE. Rispetto all'altra versione, col ritratto senza velo, cambiano l'iscrizione sul recto (manca la data) e l'organizzazione del testo e del disegno sul verso, ruotato di 90° e con proporzioni leggermente diverse.